# HTC Desire HD
HTC Desire HD s kódovým označením HTC Ace je smartphone tchajwanské společnosti HTC představený na setkání v Londýně. V České republice byl uveden do prodeje 18. října 2010. Jde o první dotykový telefon značky HTC s operačním systémem Android 2.2 (Froyo) a zároveň s displejem o úhlopříčce přes 4 palce. Prvenství také drží 8 megapixelovým fotoaparátem s autofocusem.

## Konfigurace
Tělo telefonu je vyrobeno z jednoho kusu hliníku, obdobně jako tomu je u jiných dotykových telefonů, např. HTC Legend. Telefon je vybaven multidotykovým S-LCD displejem o úhlopříčce 4,3" s rozlišením 480 x 800 pixelů. Pod displejem jsou umístěny čtyři senzorová tlačítka nahrazující oproti modelu HTC Desire tlačítka mechanická. Na zadní části přístroje se nachází čočka 8 Mpx fotoaparátu a dvě diody nahrazující blesk a sloužící pro přisvícení videa nebo jako svítilna.
Jako operační systém funguje Android 2.2 s vylepšenou nástavbou HTC Sense.

## Uvedení
V České republice se telefon začal prodávat 18. října a to pouze ve značkové prodejně HTC. Díky zaváděcí slevové akci se v tuzemsku vyskytl poprvé jev známý z uvádění přístrojů Apple, tedy že zákazníci nocovali před prodejnou a čekali na otvírací dobu. Jednalo se o slevu 50% limitovanou pro prvních 100 zákazníků.